# Deïcidi

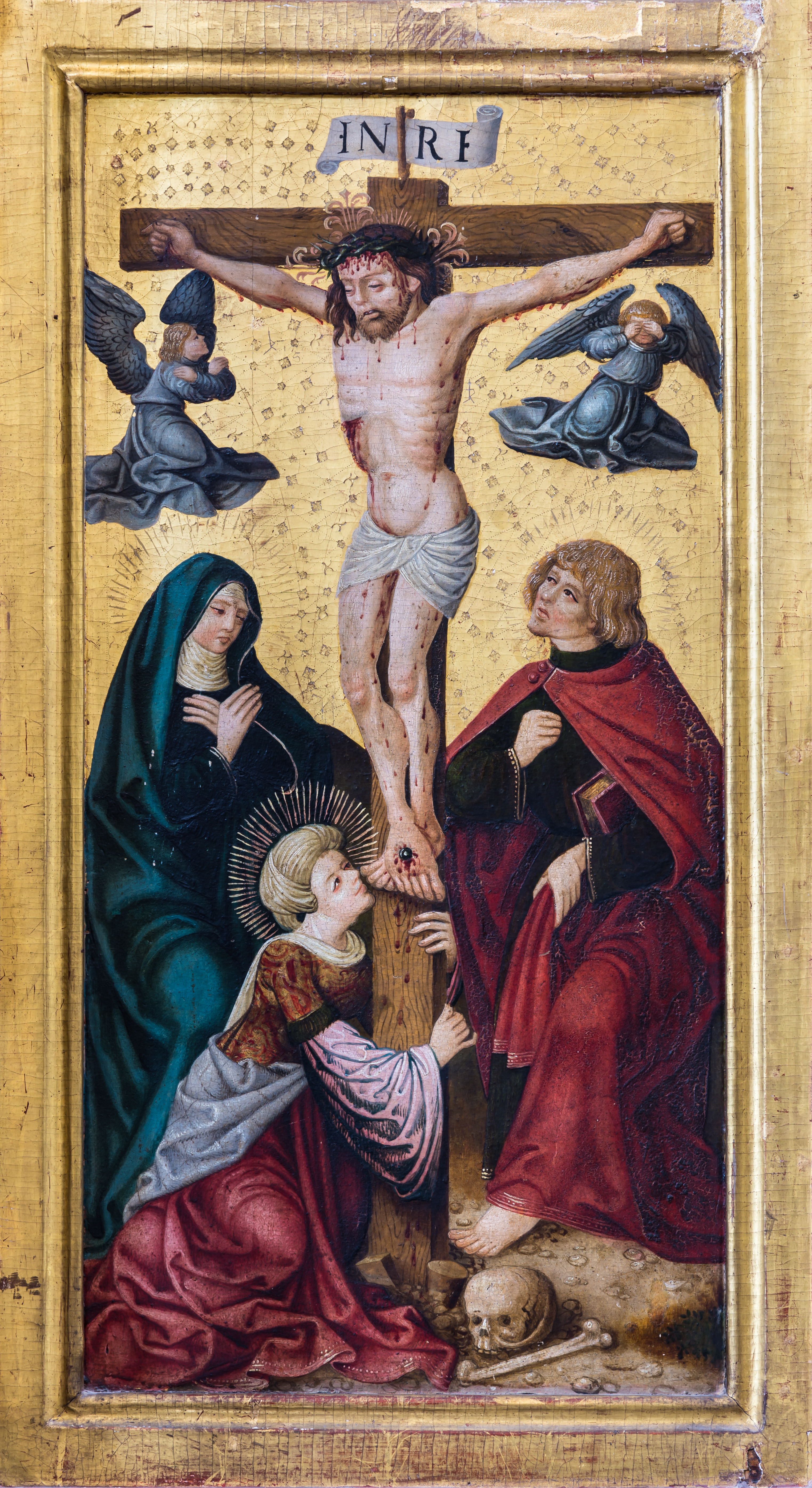
Tod Christi, representació anònima de vora el 1500 de la crucifixió de Jesús a l'Abadia de Neuberg, a l'estat austríac d'Estíria.

El deïcidi és l'assassinat d'un déu. En el cas del politeisme, és freqüent que divinitats rivals s'enfrontin fins a ocasionar la mort de l'adversari (només per la violència es pot aconseguir la seva desaparició, ja que els déus per definició són immortals i per si sols no moren). Un exemple es trobaria a les lluites entre titans i déus olímpics als inicis dels temps segons la mitologia grega.
En el context del cristianisme, deïcidi és la mort de Jesús a la creu, on es va matar la seva part d'home. Es considera un crim de què històricament s'ha culpat a romans i jueus pel procés que va portar a la mort de Jesús després de diverses acusacions (de blasfèmia per als tribunals jueus, d'intent de traïció i sublevació per als tribunals imperials).